# Euscelis curticeps
Euscelis curticeps är en insektsart som beskrevs av Lindberg 1927. Euscelis curticeps ingår i släktet Euscelis och familjen dvärgstritar. Inga underarter finns listade i Catalogue of Life.